# Edward Conway (2e vicomte Conway)
Edward Conway (baptisé 10 août 1594 - 26 juin 1655), est un homme politique anglais, commandant militaire, bibliophile et pair.

## Jeunesse et éducation
Conway est le fils aîné d'Edward Conway (1er vicomte Conway) et de sa femme, Dorothy, et est baptisé le 10 août 1594 à Arrow, Warwickshire. Il s'inscrit au Queen's College d'Oxford le 3 mai 1611 et aurait appris la stratégie militaire de son oncle par alliance, Sir Horace Vere. Il est fait chevalier le 25 mars 1618, et en 1621, il épouse Frances Popham (une fille de Sir Francis Popham (1573-1644) (en)). Il succède à son père dans la pairie en janvier 1631.

## Carrière
Conway est nommé par Lord Brooke pour devenir député de Warwick entre 1624 et 1625, et en 1626, il est élu pour Yarmouth (île de Wight). En 1628, après que son père ait été créé vicomte Conway et vicomte Killultagh, Conway est convoqué au parlement comme baron Conway. Il succède à son père à ses titres après sa mort le 3 janvier 1631.
Lord Conway commande sans succès les forces de Charles Ier à la bataille de Newburn en 1640. Il devient conseiller privé irlandais, maréchal de l'armée en Irlande et est membre de l'Assemblée de Westminster de 1643 à 1649.
Il est brièvement emprisonné après avoir été impliqué dans le complot d'Edmund Waller et d'autres pour s'emparer de Londres pour le roi.

## Vie privée
Comme son père, Lord Conway a un intérêt particulier pour la littérature anglaise, avec des relations littéraires telles que Sir John Beaumont, Michael Drayton, Ben Jonson, John Donne et Sir John Suckling. En 1643, sa bibliothèque de Londres est cataloguée comme contenant 5 000 volumes ou plus, et sa bibliothèque de Lisnagarvey dans le comté d'Antrim contenait entre 8 000 et 9 900 livres et manuscrits.
Il se retire dans la maison du 10e comte de Northumberland à Petworth, dans le Sussex, au début des années 1650. Il voyage plus tard à l'étranger et meurt à Lyon, en France, le 26 juin 1655. Il est enterré à Arrow et ses titres passent à son fils unique, Edward, qui est plus tard créé comte de Conway. Sa fille Dorothy épouse Sir George Rawdon (1er baronnet) (en).